# Epiphany (album de T-Pain)
Cet article concerne l'album de T-Pain. Pour le navigateur web, voir Epiphany. Pour l'article homophone, voir Épiphanie.
Albums de T-Pain
Rappa Ternt Sanga
(2005) Thr33 Ringz
(2008)
Singles
1. Buy U a Drank (Shawty Snappin')
Sortie : 20 février 2007
2. Bartender
Sortie : 5 juin 2007
3. Church
Sortie : 2 octobre 2007

Epiphany est le deuxième album studio de T-Pain, sorti le 5 juin 2007.
L'album s'est classé 1er au Billboard 200 et au Top R&B/Hip-Hop Albums et 36e au Top Internet Albums.

## Liste des titres
| No  | Titre                                                | Contient un (des) sample(s) de | Durée |
| --- | ---------------------------------------------------- | --- | ----- |
| 1.  | Tallahassee Love (Intro) (featuring J Lyriq)         | California Love de 2Pac featuring Dr. Dre et Roger Troutman | 2:04  |
| 2.  | Church (featuring Teddy Verseti)                     | | 4:01  |
| 3.  | Tipsy                                                | | 3:09  |
| 4.  | Show U How                                           | | 3:14  |
| 5.  | I Got It                                             | I'm Sprung de T-Pain | 1:54  |
| 6.  | Suicide                                              | | 2:58  |
| 7.  | Bartender (featuring Akon)                           | Give Me the Night de George Benson | 3:58  |
| 8.  | Backseat Action (featuring Shawnna)                  | Face Down, Ass Up de Luke featuring 2 Live Crew | 3:39  |
| 9.  | Put It Down (featuring Ray L)                        | | 3:40  |
| 10. | Time Machine                                         | | 2:52  |
| 11. | Yo Stomach (featuring Tay Dizm)                      | | 4:18  |
| 12. | Buy U a Drank (Shawty Snappin') (featuring Yung Joc) | Walk It Out d'Unk Snap Yo Fingers de Lil Jon featuring E-40 et Sean Paul It's Goin' Down de Yung Joc featuring Nitti Money in the Bank de Lil Scrappy featuring Young Buck | 3:47  |
| 13. | 69 (featuring J Lyriq)                               | 85 de YoungBloodZ et Big Boi | 3:25  |
| 14. | Reggae Night                                         | | 1:37  |
| 15. | Shottas (featuring Kardinal Offishall et Cham)       | | 3:14  |
| 16. | Right Hand                                           | | 3:13  |
| 17. | Sounds Bad                                           | | 5:06  |

| 18. | Calm the Fuck Doun | 4:03 |
| 19. | Let the Bass Drop  | 4:55 |